# Endevinació

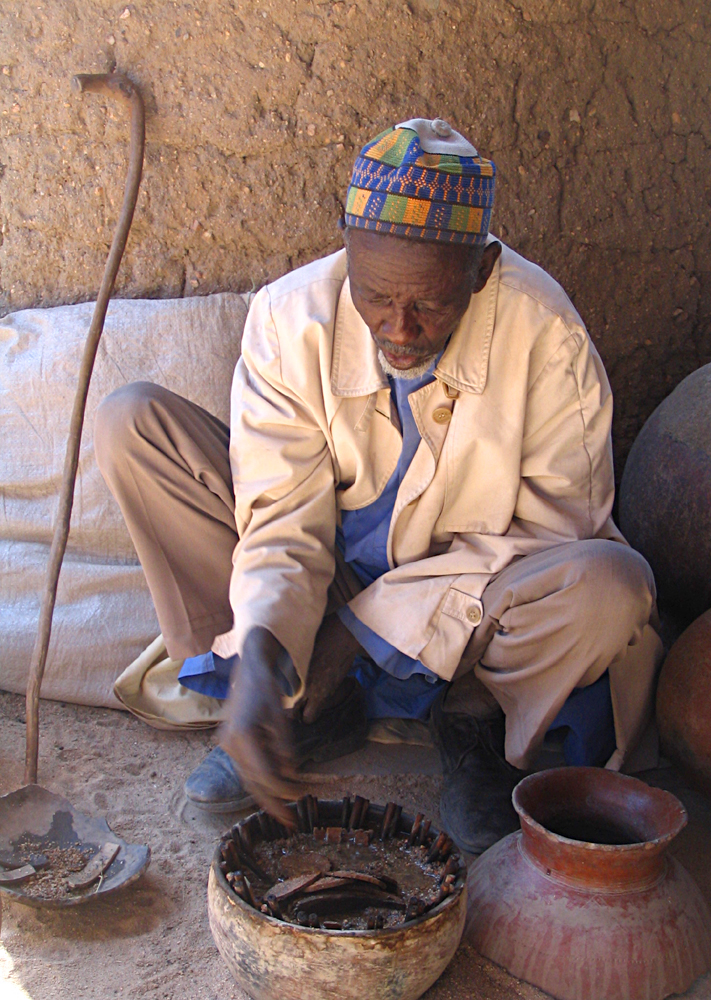
Endevinador a Camerun

L'endevinació (del llatí divinare 'preveure', 'ser inspirat per déu', en relació amb divinus, 'diví') és el procés pel qual s'arriba al coneixement de coses ocultes, procés considerat com una part de la màgia i que en moltes societats està íntimament lligat a la religió. Els qui la practiquen són els 'endevins', que utilitzen diverses tècniques codificades per tal d'aconseguir aquests coneixements.
Segons Plató i Ciceró, el qual va estudiar la qüestió en la seva obra De divinatione, es poden distingir dues branques principals en l'endevinació: la clarividència, natural i intuïtiva, i la màntica, tècnica i inductiva. Així i ha els endevins 'clarividents', que es considera que tenen un 'do', i els que utilitzen les 'arts endevinatòries' o 'màncies', les quals es classifiquen en funció del mètode emprat, com per exemple l'astrologia (els astres), la cartomància (les cartes), la numerologia (els nombres) o la quiromància (línies de la mà). La visió científica i la dels escèptics consideren en general que es tracta de pseudo-ciències.

## Història
Els somnis s'han considerat premonitoris en moltes cultures: Mesopotàmia, Grècia, Roma, Xina i judeocristiana.
Les primeres proves de pràctiques amb finalitat d'endevinació són a la Xina del segon mil·lenni abans de Crist. Es feien unes inscripcions de forma oral sobre unes closques de tortuga i/o escàpules d'ovella i vaca a les quals s'aplicava foc per a causar l'aparició de clavills que eren interpretats pels sacerdots. Les consultes eren sobre temes polítics i militars.
S'ha trobat pràctiques d'endevinació a la cultura dels Zhang Zhung.

### L'antiguitat
El foc etern a Nymphaeum al sud d'Il·líria (l'actual Albània) també servia com a oracle. Les formes d'endevinació practicades en aquest santuari natural de foc amb propietats físiques específiques eren àmpliament conegudes pels autors antics grecs i romans. L'oracle d'Amón a l'oasi de Siwa es va fer famós quan Alexandre el Gran el va visitar després de conquerir Egipte de Pèrsia l'any 332 aC.

#### Oracles i endevinació grega
Tant els oracles com els endevins a l'antiga Grècia es dedicaven a l'endevinació. Els oracles eren els portaveus dels déus a la terra; les seves profecies es consideraven la voluntat literal dels déus. A causa de la gran demanda de consultes amb els oracles i del seu horari limitat, no eren la font principal d'endevinació per als antics grecs. Aquest paper el tenien els endevinadors (gr. μάντεις).
Els endevinadors no entraven en contacte directe amb els déus; en canvi, eren intèrprets de signes enviats pels déus. Els endevinadors utilitzaven molts mètodes per interpretar la voluntat dels déus, incloent la contemplació extàtica, l'endevinació per aus, etc. Hi havia més endevinadors que oracles, i no seguien un horari limitat; per tant, eren molt valorats per tots els grecs, no només per aquells que podien desplaçar-se a Delfos o a altres llocs similars llunyans.

### Edat Mitjana i inicis de la Modernitat
El mètode d'endevinació a través del sorteig (cleromància) va ser utilitzat pels onze deixebles restants de Jesús en els Actes 1:23–26 per triar un substitut de Judes Iscariot. Així, l'endevinació probablement era una pràctica acceptada a l'església primitiva. No obstant això, els emperadors cristians a l'Antiga Roma consideraven l'endevinació com una pràctica pagana.
L'any 692 el Concili Quinisext, també conegut com el "Concili de Trullo" en l'Església Ortodoxa, va adoptar cànons dirigits a erradicar ritus pagans i endevinacions. L'endevinació i altres formes de predicció del futur eren àmpliament esteses a l'Edat Mitjana. A la constitució de 1572 i les ordenances públiques de 1661 de l'Electorat de Saxònia, la predicció del futur es castigava amb la pena de mort.

## Tipus
Es classifiquen en endevinacions directes o automàtiques i endevinacions indirectes o exploratòries.
Exemples d'endevinacions automàtiques són: l'astrologia, la quiromància i els auguris. La seua fonamentació és que determinants elements o esdeveniments contenen informació sobre el futur que es pot llegir.
Les endevinacions exploratòries consisteixen a llegir les intencions de les divinitats. Exemples són l'Oracle de Delfos i la necromància a l'Odissea.